# Nogometni Klub Jedinstvo Bihać
NK Jedinstvo Bihać é uma equipe bósnia de futebol com sede em Bihać. Atualmente, Disputa a segunda divisão da Bósnia e Herzegovina (Primeira Liga - FBiH). Manda seus jogos em casa no Estádio pod Borićima, que possui capacidade para 8.000 espectadores. 

## História
O NK Jedinstvo Bihać foi fundado em 1937 pela classe trabalhadora Bihać liderada por Ćamil Kadić.
Após o fim da guerra em 1945, a assembleia de fundação do clube foi realizada novamente e Božo Popović foi eleito presidente. Depois disso, a cada ano, o clube se tornava cada vez mais forte. Assim, em 1946, Jedinstvo jogou na Liga da República da Bósnia e Herzegovina junto com as equipes do Torpedo Sarajevo, Velež, Čelik e Sloboda Tuzla. Eles jogaram na Liga da República da Bósnia e Herzegovina por duas temporadas, e na temporada de 1948/1949, saiu da liga e continuou a competindo na liga regional de Banja Luka.
Após quase duas décadas de competição no campeonato regional, Jedinstvo, na temporada 1967/68 através das qualificações, tornou-se membro da Segunda Liga de Futebol da Iugoslávia, chefiada pelo então presidente Bekir Kadić. Com mais ou menos sucesso na Segunda Liga Iugoslava, Jedinstvo permaneceu até o início da década de oitenta, quando caiu ligeiramente.

### Período pós-guerra bósnia.
Após ser promivido, o Jedinstvo jogou na Premijer Liga e, na temporada 2002/03, foi rebaixado para a Primeira Liga FBiH. Depois de duas temporadas na segunda divisão, voltou a Premijer Liga, onde passou três temporadas e foi rebaixado novamente para a Primeira Liga - FBIH, onde até hoje.

## Participações internacionais
A única aparição no cenário europeu foi na temporada 1999/2000. através da Copa Intertoto. Na primeira eliminatória, o aduversário foi o GÍ Gøtua, das Ilhas Faroé. Em Bihać, o Jedinstvo venceu por 3-0, de forma que a derrota pelo placar mínimo na volta não afetou a passagem segura de Jedinstvo para segunda eliminatória, em que o representante da Romênia, Ceahlăul Piatra Neamț, os esperava. Nos dois jogos, duas derrotas foram registradas, 2-5 no agregado. Se conseguissem passar dos romenos, o Jedinstvo enfrentaria a Juventus pela terceira eliminatória.
| Temporada | Competição             | Rodada | Adversário            | C   | F   |
| --------- | ---------------------- | ------ | --------------------- | --- | --- |
| 1999      | Taça Intertoto da UEFA | 1R     | GÍ Gøta               | 3–0 | 0–1 |
| 1999      | Taça Intertoto da UEFA | 2R     | Ceahlăul Piatra Neamţ | 1–3 | 1–2 |

## Títulos
- Premijer Liga (1): 1999-00
- Primeira Liga - FBiH (1): 2004-05